# Дмохи-Ґлінкі
Дмохи-Ґлінкі (пол. Dmochy-Glinki) — село в Польщі, у гміні Чижев Високомазовецького повіту Підляського воєводства.
Населення — 118 осіб (2011).
У 1975-1998 роках село належало до Ломжинського воєводства.

## Демографія
Демографічна структура станом на 31 березня 2011 року:
|          | Загалом | Допрацездатний вік | Працездатний вік | Постпрацездатний вік |
| -------- | ------- | ------------------ | ---------------- | -------------------- |
| Чоловіки | 62      | 10                 | 44               | 8                    |
| Жінки    | 56      | 8                  | 33               | 15                   |
| Разом    | 118     | 18                 | 77               | 23                   |